# Sankt Jakob in Haus
Sankt Jakob in Haus è un comune austriaco di 773 abitanti nel distretto di Kitzbühel, in Tirolo.